# JAPAN CUP 全國雪橇犬稚內大會

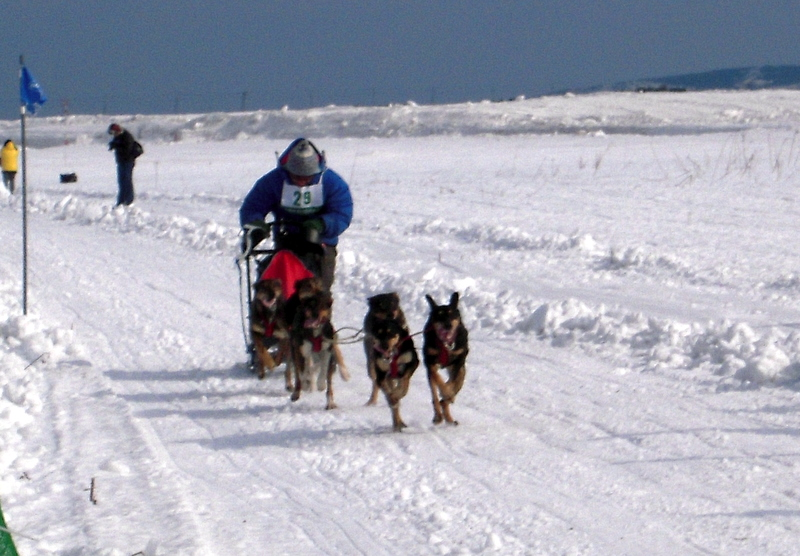
第27屆大會

JAPAN CUP 全國雪橇犬稚內大會（日语：JAPAN CUP 全国犬ぞり稚内大会）是在每年2月下旬進行的雪橇犬競賽，於日本北海道稚內市舉辦。

## 概要
為了紀念在電影《南極物語》中飾演薩哈林哈士奇太郎與次郎的犬隻寄贈到稚內市，而決定舉辦雪橇犬競賽。1984年3月，首屆大會在稚內公園舉行，此後固定於每年2月下旬舉辦，被稱作是「雪橇犬的甲子園」。
目前通常在每年2月的最後一個週六、週日舉行，分為1頭、2頭、3頭、4頭、6頭雪橇犬拉雪橇比賽。成年犬比賽以勝負為重，但也有少年犬的競賽，以及讓觀眾一起體驗其中樂趣的環節。宗谷當地的餐飲業者也會在活動旁擺攤販賣小吃，成為另外的亮點。

## 外部連結
- JAPAN　CUP　全国犬ぞり稚内大会 （页面存档备份，存于） （日語）